# Leucargyra xanthoceps
Leucargyra xanthoceps là một loài bướm đêm trong họ Crambidae.